# 필립 드 브로카

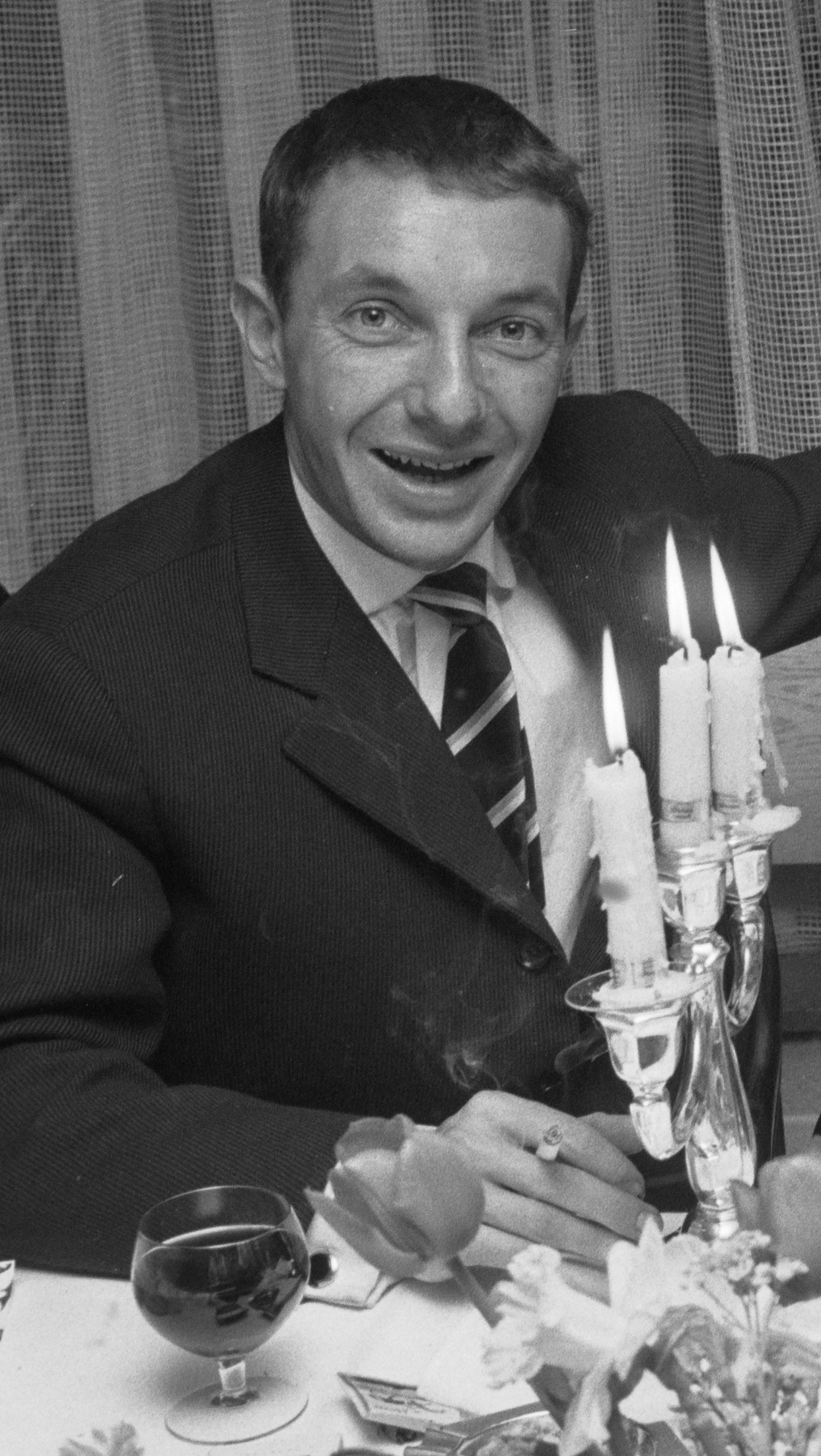

필립 드 브로카(Philippe de Broca, 1933년 3월 15일 ~ 2004년 11월 26일)는 프랑스의 영화 감독이다.